# Balinca
Balinca (albanisch auch Balincë; serbisch Балинце Balince) ist ein Dorf in der Gemeinde Malisheva im mittleren Kosovo.

## Geographie
Das Dorf liegt im zentralen Hügelland des Crnoljeva, der das Amselfeld von Metochien teilt. Balinca liegt zwischen 625 und 675 Metern Höhe über Meer, rund neun Kilometer nordnordöstlich des Gemeindehauptorts Malisheva und etwa 30 Kilometer südwestlich der Hauptstadt Pristina gelegenen Luftlinie. Südlich am Dorf vorbei führt die vierspurige autobahnähnliche Nationalstraße M-9, die Peja im Westkosovo mit der Pristina verbindet. Künftig wird zudem die Autobahn Vërmica (Grenze zu Albanien)-Pristina bei Balinca in die M-9 treffen.

## Bevölkerung
Die 2011 durchgeführte Volkszählung ermittelte für Balinca eine Einwohnerzahl von 1404, davon 1402 (99,86 %) Albaner.
| Census    | 1948 | 1953 | 1961 | 1971 | 1981 | 1991 | 2011 |
| --------- | ---- | ---- | ---- | ---- | ---- | ---- | ---- |
| Einwohner | 389  | 424  | 495  | 672  | 927  | 1285 | 1404 |